# Jean Saenen
Joannes Baptista „Jean” Saenen (ur. 28 maja 1905 w Mortsel, zm. 17 listopada 1987 w Beringen) – belgijski zapaśnik walczący w stylu klasycznym. Olimpijczyk z Amsterdamu 1928, gdzie zajął piąte miejsce w wadze średniej.

## Turniej wAmsterdamie 1928
| Konkurencja          | Walki                | Walki                 | Walki               | Walki                     | Walki                  | Klas. końcowa |
| Konkurencja          | Przeciwnik I         | Przeciwnik II         | Przeciwnik III      | Przeciwnik IV             | Przeciwnik V           | Miejsce       |
| -------------------- | -------------------- | --------------------- | ------------------- | ------------------------- | ---------------------- | ------------- |
| 75 kg styl klasyczny | Émile Poilvé (FRA) Z | Simon Balkema (NED) Z | László Papp (HUN) P | Nurettin Baytorun (TUR) Z | Albert Kusnets (EST) P | 5.            |